# The Battle Rages On...
The Battle Rages On... —en español: La batalla continúa...— es el decimocuarto álbum de estudio de la banda británica de hard rock Deep Purple, publicado en julio de 1993, siendo el primero con el vocalista Ian Gillan después de su salida del grupo en 1989.

## Grabación y contenido
Este disco marcó un cambio importante para Deep Purple, dado que es el último álbum con Ritchie Blackmore, quien abandonó la banda en noviembre de 1993 debido a sus diferencias con Gillan y el resto del grupo. Durante la grabación de las pistas básicas, Joe Lynn Turner aún permanecía siendo parte de Purple, pero dada la inconformidad del resto de los integrantes por el nuevo trabajo de estudio a cargo de Ritchie Blackmore, Turner fue despedido y en abril de 1992 Ian Gillan se reincorporó, pero sin la aprobación de Blackmore. Las canciones fueron reescritas por Gillan y las voces fueron agregadas en Nueva York, en donde también fueron mezcladas las cintas.

## Canciones
- Todas las canciones escritas por Gillan, Blackmore y Glover excepto donde se indique.

1. "The Battle Rages On" (Gillan, Blackmore, Glover, Jon Lord, Ian Paice) – 5:55
2. "Lick It Up" – 3:59
3. "Anya" (Gillan, Blackmore, Glover, Lord) – 6:31
4. "Talk About Love" (Gillan, Blackmore, Glover, Lord, Paice) – 4:07
5. "Time to Kill" – 5:48
6. "Ramshackle Man" – 5:33
7. "A Twist in the Tale" – 4:16
8. "Nasty Piece of Work" (Gillan, Blackmore, Glover, Lord) – 4:35
9. "Solitaire" – 4:41
10. "One Man's Meat" – 4:38

## Personal
Deep Purple
- Ian Gillan - Voz y armónica.
- Ritchie Blackmore - Guitarras.
- Roger Glover - Bajo.
- Jon Lord - Órgano y teclados.
- Ian Paice - Batería y percusión.

Colaboradores
- Bill Kennedy - Ingeniero de sonido.
- Mike Reiter - Asistente.
- Pat Regan y Roger Glover - Mezcla.
- George Marino - Masterización en Sterling Sound, NY.

- Datos: Q828293